# Jacques Garcia

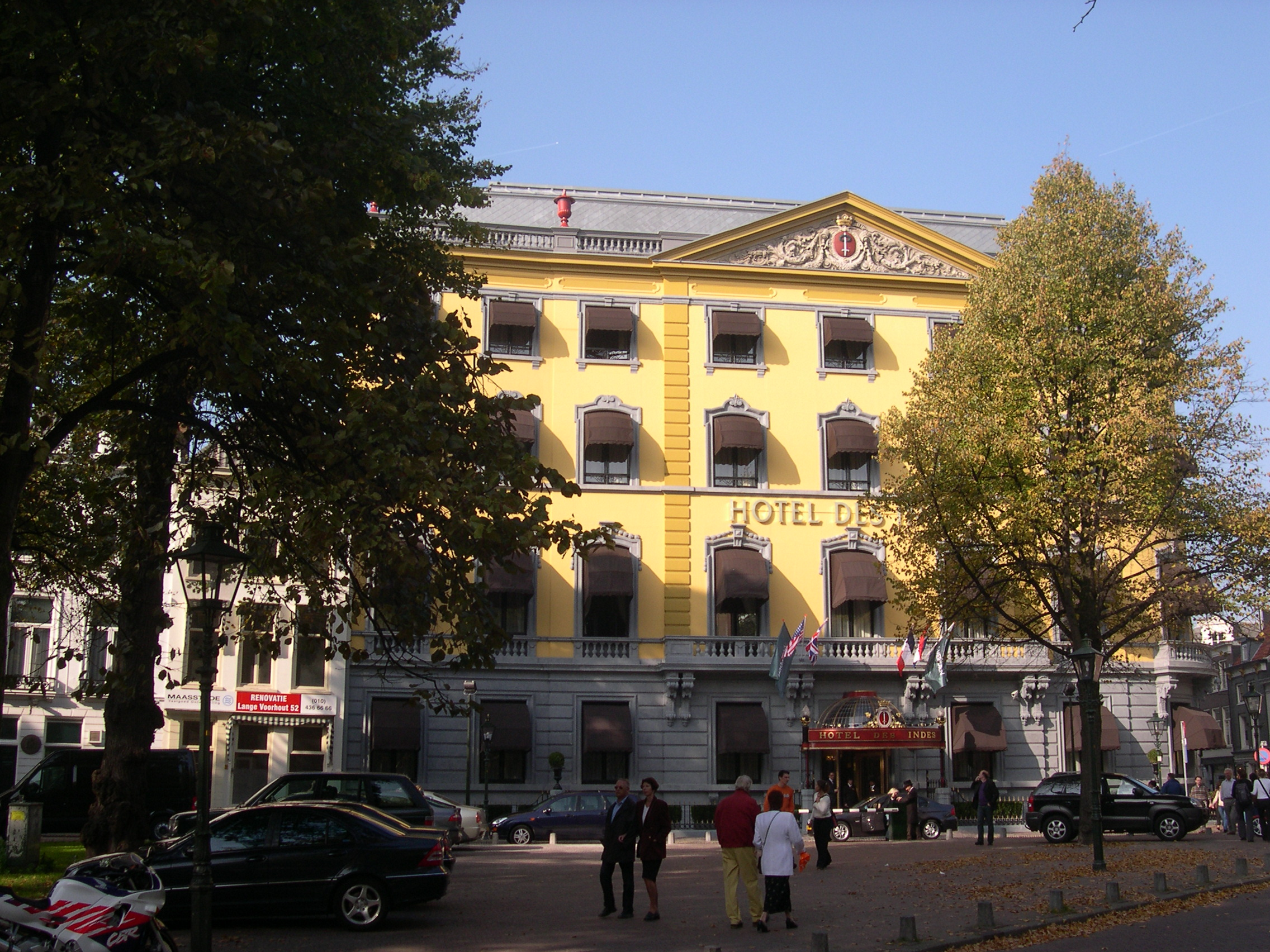
Hotel Des Indes

Jacques Garcia (Parijs, 25 september 1947) is een Frans interieurarchitect.
Al op jonge leeftijd legde Garcia belangstelling voor meubels en stoffen aan de dag. Zijn eerste wapenfeit was het ontwerp van het interieur van het tuinhuisje bij zijn grootouders. Nadat hij een opleiding tot binnenhuisarchitect had voltooid, werd hij steeds vaker gevraagd huizen en gebouwen te (her)decoreren. Garcia's stijl laat zich het best omschrijven als klassiek met moderne details. Kenners zien ook steeds meer een eigen 'Garcia-stijl' ontstaan naarmate de tijd en het oeuvre vorderde.
In Parijs maakte de ontwerper furore met de verbouwing en inrichting van Hotel Costes en Maison Souquet. In Nederland tekende hij voor de renovatie van Hotel Des Indes in Den Haag. Garcia heeft met zijn vergaarde fortuin het kasteel Château du Champ de Bataille gekocht en de ruïne met eigen geld teruggebracht in oude luister. Het kasteel is in de zomermaanden te bezichtigen voor het publiek.
- Bibliothèque nationale de France: cb137377799 (data)
- Gemeinsame Normdatei: 123011353
- International Standard Name Identifier: 0000 0000 7838 0606
- Library of Congress Control Number: n2001003309
- Nationale Bibliotheek van Israël: 987007434369805171
- Réseau des bibliothèques de Suisse occidentale: 02-A009506399
- Système universitaire de documentation: 076727602
- Union List of Artist Names: 500101151
- Virtual International Authority File: 10025542
- WorldCat: E39PBJvCVVqrt9Fccp4rPcXcfq

1. ↑  Gemeente Den Haag, Hotel Des Indes. denhaag.com (© 2024). Geraadpleegd op 27 oktober 2024.